# Pristiceros hakonensis
Pristiceros hakonensis är en stekelart som först beskrevs av Tohru Uchida 1926.  Pristiceros hakonensis ingår i släktet Pristiceros och familjen brokparasitsteklar. Inga underarter finns listade i Catalogue of Life.